# Metastelma inaguense
Metastelma inaguense är en oleanderväxtart som beskrevs av Anna Murray Vail och Nathaniel Lord Britton. Metastelma inaguense ingår i släktet Metastelma och familjen oleanderväxter. Inga underarter finns listade i Catalogue of Life.